# A Moment in Time
A Moment in Time – płyta DVD brytyjskiego zespołu muzycznego Anathema. Jest ona zapisem koncertu grupy na festiwalu Metalmania w katowickim Spodku w marcu 2006 roku. Zawiera także cztery utwory zarejestrowane podczas koncertu w Krakowie w 2004 roku, trzydziestominutowy film dokumentalny o zespole, a także galerię zdjęć.

## Lista utworów

### Koncert na Metalmanii
1. „Shroud of False” – 4:35
2. „Fragile Dreams” – 4:49
3. „Balance” – 3:36
4. „Closer” – 5:28
5. „Lost Control” – 6:10
6. „Empty” – 3:13
7. „A Natural Disaster” – 5:55
8. „Inner Silence” – 3:08
9. „One Last Goodbye” – 5:44
10. „Judgement” – 2:47
11. „Panic” – 2:59
12. „Flying” – 6:15
13. „Angelica” – 5:04
14. „Comfortably Numb” (cover Pink Floyd) – 7:55

### Koncert w Krakowie
1. „Sleepless” – 3:59
2. „A Dying Wish” – 7:48
3. „Albatross” (cover Fleetwood Mac) – 3:40
4. „Fragile Dreams” – 5:08

### Pozostałe
1. Film dokumentalny o zespole - 30:00

## Twórcy
- Vincent Cavanagh – śpiew, gitara
- Daniel Cavanagh – gitara, instrumenty klawiszowe, śpiew
- John Douglas – perkusja
- Jamie Cavanagh – gitara basowa
- Les Smith – instrumenty klawiszowe
- Lee Douglas – śpiew w utworze "A Natural Disaster"
- The Bacchus String Quartet